# سونچون (جولا جنوبی)
سانچئونگ، جئولانام-دو
شهر سونچون  (به کره‌ای: 순천) (به انگلیسی: Suncheon, Jeollanam-do) با جمعیت  ۲۶۲٫۱۲۰  نفر در ایالت  جئولانام-دو در کشور کره‌جنوبی واقع شده‌است.